# Gebharts
Gebharts (früher auch Göbharts) ist eine Ortschaft in der gleichnamigen Katastralgemeinde von Schrems im nördlichen Niederösterreich. Die Ortschaft hat 141 Einwohner (Stand 1. Jänner 2024).

## Geografie
Der Ort liegt nordöstlich von Schrems beim Lüssberg (574 m ü. A.) und ist von mehreren Teichen bzw. Feuchtgebieten umgeben, von denen das Schremser Hochmoor im Westen am bekanntesten ist. Im Südosten liegt weiters der Gebhartsteich und im Norden der Haslauer Teich. Zur Ortschaft zählen auch die Gebäude beim aufgelassenen Widy-Steinbruch, mit denen die Ortschaft insgesamt 68 Adressen umfasste (Stand 1. April 2020).

## Geschichte
Der Gründer des Ortes war ein Herr Gebhard, wahrscheinlich aus dem Geschlecht der Grafen von Hirschberg. Der Ort wurde im Jahr 1506 erstmals urkundlich genannt. Damals gehörte er zur Herrschaft Schwarzenau. Gebharts gehörte 1784 kurzzeitig zur Pfarre Schwarza, in der Folge bis heute zur Pfarre Schrems. Im Jahr 1822 wurde der Ort als Dorf mit 27 Häusern genannt, das nach Schrems eingepfarrt war und die Kinder im Ort eingeschult wurden. Die Herrschaft Schwarzenau besaß die Ortsobrigkeit, übte die Landgerichtsbarkeit aus, besorgte die Konskription und hatte die Grundherrschaft inne. 1886 wurde die Schule neu errichtet und später darin die heutige Ökologische Station Waldviertel des Bundesamtes für Wasserwirtschaft eingerichtet.
Laut Adressbuch von Österreich waren im Jahr 1938 in der Ortsgemeinde Gebharts ein Gastwirt, ein Gemischtwarenhändler, ein Schuster und zahlreiche Landwirte ansässig. Weiters gab es mehrere Steinbrüche, an denen die Gmünder Granitwerke Ges.mbH und anderen Firmen Granit gewannen.
Mit dem 1. Jänner 1972 wurde die ehemals selbständige Gemeinde nach Schrems eingemeindet.

## Wirtschaft
Die Haupterwerbsquellen sind neben der naturnahen und biologischen Landwirtschaft mit der Vermarktungsorganisation Bioservice Zach GmbH, die Granitindustrie, wobei Gebhartser Granit und Gebhartser Syenit gewonnen werden. Daneben gibt es zunehmend selbständige Gewerbetreibende sowie Arbeitnehmer in den regionalen Industriebetrieben.

## Vereine
- Kulturverein Parzelle 1335/1